# Historia magistra vitae
«Historia magistra vitae» — латинское выражение из трактата Цицерона «Об ораторе» (II, 9, 36). Переводится на русский язык как «История — учительница жизни». Выражение предполагает, что изучение истории даёт представление о будущем. 
Полная цитата выглядит следующим образом: «А сама история — свидетельница времен, свет истины, жизнь памяти, учительница жизни, вестница старины? Чей голос, кроме голоса оратора, способен ее обессмертить?» (лат. Historia vero testis temporum, lux veritatis, vita memoriae, magistra vitae, nuntia vetustatis, qua voce alia nisi oratoris immortalitati commendatur?).
.